# Nero di corna di cervo
Il nero di corna di cervo è un pigmento usato principalmente nel Medioevo.
I suoi componenti principali sono il carbonio e il fosfato di calcio.
È fabbricato per calcinazione, in assenza di aria, di ossa di cervo.
Il pigmento ha un discreto potere coprente ed è quasi del tutto insolubile in acqua.